# Fabio Quartararo
Fabio Quartararo, né le 20 avril 1999 à Nice, est un pilote de vitesse moto français participant au championnat du monde MotoGP. Il est le premier Français champion du monde de cette catégorie, dite « reine ».
Après un apprentissage couronné de succès dans le championnat d'Espagne, il fait ses débuts en 2015 au championnat du monde Moto3 à quinze ans, grâce à une dérogation, et obtient deux pole positions et deux podiums. Grâce à ses résultats obtenus très jeune, il est présenté comme le nouveau prodige de la moto,. En 2018, après plusieurs saisons difficiles, il remporte en Moto2 sa première victoire en Grand Prix. Promu en 2019 en MotoGP dans l'équipe satellite Yamaha, il confirme son potentiel en réalisant six pole positions, sept podiums et en se classant cinquième et meilleur débutant du championnat. Il remporte son premier Grand Prix, à Jerez en Espagne le 19 juillet 2020, une première pour un Français dans la catégorie MotoGP créée en 2002. Une semaine plus tard, il confirme en remportant un second Grand Prix en Andalousie.
Promu au sein du Team officiel Yamaha MotoGP aux côtés de Maverick Viñales, Fabio Quartararo domine la saison 2021 avec cinq victoires et dix podiums, si bien qu'il devient, le 24 octobre à Misano à l'arrivée du Grand Prix d'Émilie-Romagne, le premier champion du monde français de MotoGP, à deux courses du terme de la saison en devançant l'italien Francesco (Pecco) Bagnaia et l'espagnol Joan Mir.
Fabio Quartararo domine le début de saison 2022. Il est en tête du championnat MotoGP devant Francesco Bagnaia et Aleix Espargaró jusqu'au grand prix de Thaïlande, mais cède la première place à Francesco Bagnaia à l'issue du grand prix d'Australie.

## Biographie
D'origine italienne, car né dans une famille sicilienne installée en France, il peut être considéré comme un fils de l'art: son père, Étienne, a disputé le Grand Prix moto de France 1986 dans la catégorie 250. Le 14 juillet 2022, il est fait chevalier de l'ordre national de la Légion d'honneur.

### Les débuts
Fabio Quartararo naît le 20 avril 1999 à Nice. Il commence la moto à quatre ans, sous la houlette de Jean-Philippe Henry et de son père Étienne, ancien champion de France en 125 cm3, puis il s'expatrie en Espagne où il brille dans les différents championnats auxquels il participe. Fabio est surnommé « El diablo ».

### 2013-2014: double champion en course de vitesse
Il devient, en 2013, le plus jeune pilote à remporter le championnat CEV Moto3, et le deuxième non-Espagnol. En 2014, trop jeune pour participer au championnat du monde Moto3, l'âge minimum étant de seize ans révolus, il participe à nouveau au championnat CEV Moto3 sur une Honda pour y défendre son titre au sein de l'écurie d'Emilio Alzamora, le Junior Team Estrella Galicia 0.0.
En août 2014, sous l'impulsion du HRC qui voit en Fabio un avenir prometteur, la règle empêchant un pilote de participer au championnat du monde de vitesse avant d'avoir seize ans est modifiée. Dorénavant, le vainqueur du CEV, par ailleurs devenu un championnat européen sous le nom de « CEV Repsol International Championship », pourra participer au championnat du monde de vitesse Moto3 quel que soit son âge.
« El principito » (« Le petit prince »), autre surnom dont l'ont affublé les Espagnols, conserve son titre en 2014 à la suite du forfait de son seul rival. Il remporte neuf des onze courses et finit second des deux autres. Lors de la dernière épreuve, marquée par de nombreux accidents, il s'impose notamment face à des pilotes déjà présents en championnat du monde tels que Alexis Masbou et John McPhee.
En novembre 2014, il participe aux tests de pré-saison du championnat du monde Moto3 à Valence, deux jours après sa dernière victoire en CEV. Ses premiers temps ne sont pas communiqués par son équipe.

### 2015-2016: début en Moto3

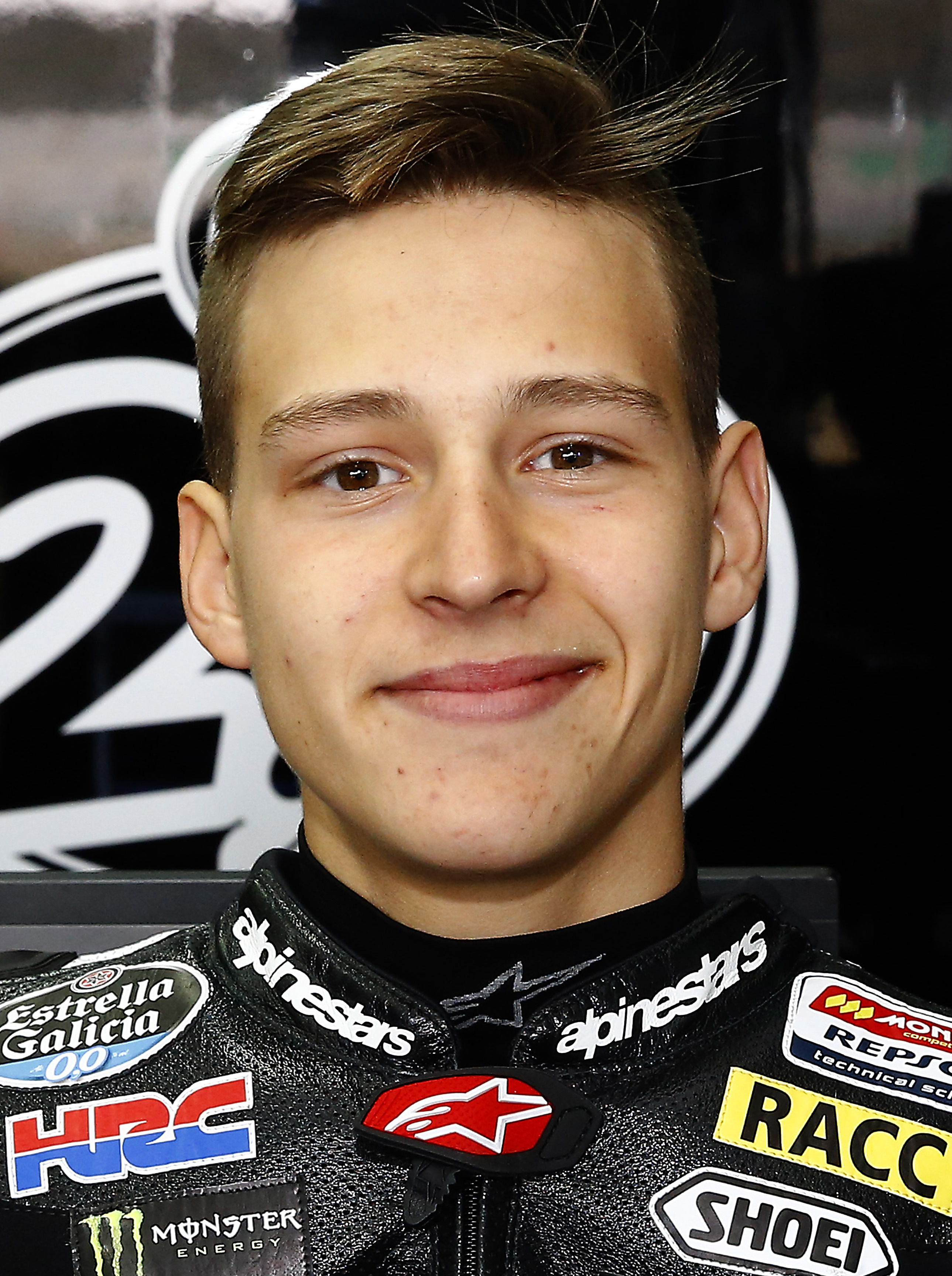
2015

Lors de la première journée d'essais officiels de pré-saison 2015, il réalise le meilleur temps en Moto3, devant les favoris du championnat pourtant plus âgés et plus expérimentés. Le 12 avril 2015, aux États-Unis et pour sa deuxième participation en Moto3, il monte sur son premier podium. Lors du Grand Prix d'Espagne, quatrième course de sa carrière en Moto3, il réalise sa première pole position et termine quatrième de la course après avoir tenté un dépassement risqué dans le dernier virage,.
La saison 2016, Il rejoint Team Leopard pour piloter une KTM. Ce changement se révèle plus difficile puisqu'il n'obtient aucun podium. Il commence pourtant bien avec une troisième place sur la grille au Qatar mais ne renouvelle pas cette bonne qualification. Il est longtemps troisième au Grand Prix des Amériques (Texas) mais finit treizième en raison d'un sélecteur défaillant à trois tours de la fin. Les trois courses suivantes, il se place aux 6e, 5e et 7e places. Durant le milieu de l'année, il ne marque qu'à une seule occasion en six courses, en terminant au pied du podium en Autriche ; il renouvelle cette performance en Malaisie. Il marque des points onze fois dans l'année (contre huit en 2015) tout en finissant avec neuf points de moins que l'année précédente et à deux points de Philipp Öttl qui le précède au classement général. Il termine la saison loin de ses coéquipiers du Team Leopard, Joan Mir (5e avec 144 points et meilleur rookie) et Andrea Locatelli (9e avec 96 points).

### 2017-2018: début en Moto2 et première victoire en Grand Prix
Pour la saison 2017, il signe chez Sito Pons en Moto2, remplaçant Álex Rins parti chez Suzuki en MotoGP. Cette saison est difficile, avec comme meilleur résultat trois septièmes places, au Qatar, en Catalogne, en Malaisie et une sixième place à Saint-Marin.
En 2018, il pilote pour Speed Up Racing en remplacement de Simone Corsi et obtient consécutivement une victoire en Catalogne et une seconde place aux Pays-Bas. Il arrive en tête au Grand Prix du Japon mais est déclassé après la course en raison d'une pression du pneumatique arrière trop basse de 0,02 bar.

### 2019: début en MotoGP avec Yamaha Petronas SRT

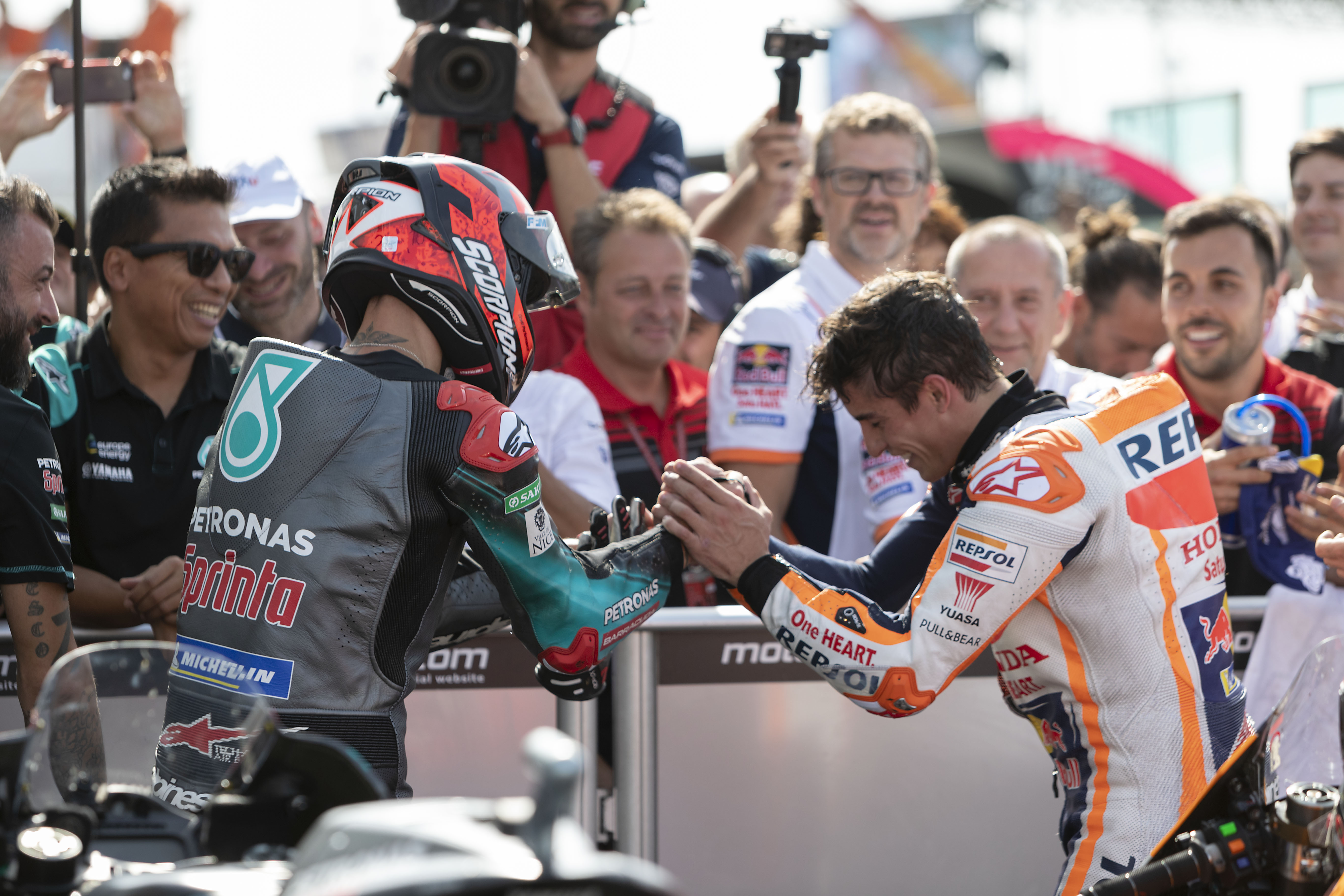
Fabio adoubé par MM93 à Misano en 2019.

Pour la saison 2019, Quartararo rejoint l'équipe MotoGP Petronas Yamaha SRT en compagnie de Franco Morbidelli.
Samedi 4 mai 2019, lors des séances de qualifications du Grand Prix moto d'Espagne 2019, il obtient la première pole position de sa carrière en MotoGP, devenant le plus jeune pilote de l'histoire à réaliser cette performance, à vingt ans et quatorze jours, détrônant Marc Márquez. Le lendemain, lors de la course, il abandonne au bout de treize tours à la suite d'un problème de sélecteur de vitesse alors qu'il était en seconde position,.
Le 19 mai 2019, il réalise le meilleur temps du warm up se déroulant au matin de la course du GP de France 2019 devant Márquez.
Quartararo, opéré au bras droit d'un syndrome des loges le 4 juin 2019, annonce toutefois participer au GP de Catalogne deux weekends plus tard. Malgré sa blessure, il obtient sa seconde pole position en MotoGP. Le dimanche 16 juin 2019, il termine à la seconde place du Grand Prix de Catalogne et monte sur son premier podium en MotoGP.
Le 29 juin 2019, à Assen lors des qualifications du MotoGP des Pays-Bas, Quartararo obtient une seconde pole position consécutive, établissant un nouveau record de précocité jusque là détenu par Márquez ; il établit par la même occasion le nouveau record de la piste. Il termine une nouvelle fois sur le podium en se hissant à la troisième place, en ayant mené devant Marc Márquez et Maverick Viñales jusqu'à la mi-course.
Lors du Grand Prix d'Allemagne, sur le Sachsenring, Fabio Quartararo ravit une nouvelle fois la première ligne lors de la séance de qualification malgré une luxation de l'épaule le matin même, lors de la troisième séance d’essais libres.
Lors du Grand Prix d'Angleterre, sur le circuit de Silverstone, Fabio Quartararo se qualifie à la quatrième place. Il perd cependant le contrôle de sa machine et chute lors du premier tour de la course, à cause d'une perte d'adhérence du pilote Suzuki Álex Rins devant lui. Il entraîne l'Italien Andrea Dovizioso qui percute la moto du Français et s'envole littéralement dans les airs. Le Français est contraint à l'abandon.
Lors du Grand Prix de Thaïlande, le jeune Français remporte une nouvelle pole position. Il mène tout le long de l'épreuve avant de se faire doubler par Marc Márquez dans le dernier tour et monte sur la deuxième marche du podium, devant l'Espagnol Maverick Viñales. Il devient meilleur rookie de l'année.
Lors du Grand Prix de Malaisie, Quartararo obtient la cinquième pole position de sa carrière en catégorie reine. Il récidive lors des qualifications du Grand Prix de Valence, obtenant sa sixième de la saison MotoGP pour le jeune rookie.

### 2020: premières victoires en MotoGP
En janvier 2020, il est annoncé qu'il rejoindra l'équipe officielle Yamaha pour 2021 et 2022 où il fera équipe avec Maverick Viñales pour succéder à Valentino Rossi. Lors de la saison 2020, il dispose d'une moto identique aux pilotes officiels alors qu'il continue à rouler pour l'équipe indépendante Yamaha Petronas.
Le 18 juillet 2020, sur le circuit de Jerez en Espagne pour le premier Grand Prix de la saison, Fabio Quartararo obtient sa première pole position. Le lendemain, dans une course marquée par la double chute et la blessure de Marc Márquez, le pilote français remporte sa première victoire en MotoGP, la première également de son équipe Petronas Yamaha SRT et d'une équipe satellite Yamaha en MotoGP. Il devient le premier Français à remporter une course dans la catégorie reine des Grands Prix moto depuis Régis Laconi, vingt ans et dix mois après le succès de ce dernier en 500 cm3 lors du Grand Prix de Valence 1999.
La semaine suivante, Fabio obtient une nouvelle pole position pour la deuxième course de Jerez. Après un bon départ, il reste en tête de la course sans être inquiété jusqu'à l'arrivée, gagnant sa deuxième victoire consécutive et s'installant en tête du classement provisoire, avec dix points d'avance sur Maverick Viñales. Il devient le seul Français à remporter deux victoires en catégorie reine. Il mène le championnat une majeure partie de la saison et signe un troisième succès au Grand Prix moto de Catalogne 2020. Une moto capricieuse et un manque de constance lui font perdre des places au championnat, Quartararo termine finalement huitième de la saison 2020 qui voit Joan Mir, son ancien coéquipier en catégorie Moto3, décrocher son premier titre de champion du monde en catégorie reine.

### 2021: premier Français champion du monde en MotoGP
Après la confirmation de Maverick Viñales, Fabio Quartararo, qui a fait sensation la saison précédente, rejoint l'équipe d'usine Yamaha, prenant la place de Valentino Rossi. Son contrat porte sur les saisons 2021 et 2022. Lin Jarvis déclare alors :

« Nous sommes très heureux que Fabio rejoigne l'équipe Yamaha Factory Racing MotoGP Team pour 2021 et 2022. Ses résultats lors de sa première année en MotoGP ont été sensationnels. Ses 6 pole positions et les 7 podiums de la saison 2019 étaient un signe clair de sa brillance et de ses compétences de pilotage exceptionnelles. L'inviter à rejoindre l'équipe Yamaha Factory Racing après avoir terminé son contrat avec Petronas Yamaha Sepang Racing Team était une prochaine étape logique. »

Dès la deuxième course, à Doha, Fabio Quartararo remporte la course et réalise avec son compatriote Johann Zarco, un doublé français inédit depuis 1954. Lors de la troisième manche du championnat à Portimão, Fabio Quartararo réalise la pole et remporte sa deuxième victoire consécutive. Au grand prix suivant sur le Circuit Angel Nieto à Jerez de la Frontera, il fait la pole position et alors qu'il est largement leader de la course, il rencontre des soucis avec son avant-bras et il est victime du syndrome des loges qui lui fait perdre de la force dans son avant-bras, il se retrouve dans l'impossibilité de piloter convenablement sa moto, il dégringole et termine treizième de la course.
Pour son grand prix à domicile sur le Circuit Bugatti du mans il signe sa troisième pole position de suite, et au terme d'une course flag to flag, Fabio Quartararo prend la troisième place du grand prix et la tête du championnat derrière son compatriote Johann Zarco et Jack Miller qui remporte sa deuxième victoire consécutive de la saison. Au Mugello, il signe une quatrième pole position consécutive et remporte la victoire lors d'un weekend marqué par le décès du pilote Moto3 Jason Dupasquier en qualifications moto 3. En Catalogne, Quartararo signe une cinquième pole position consécutive et termine la course en 3e position mais est rétrogradé en 6e position à la suite de l'ouverture de sa combinaison à quelques tours de l'arrivée, grand prix qui voit la victoire de Miguel Oliveira. S'ensuivent une 3e au Sachsenring en Allemagne lors d'un grand prix qui a vu le retour au premier plan de Marc Márquez avec une victoire après sa fracture de l'humérus droit au Grand Prix moto d'Espagne 2020, et une victoire à Assen, ce qui lui permet d'arriver à la pause estivale avec 34 points d'avance sur Johann Zarco.
Il signe un podium au Grand Prix moto de Styrie au retour de la pause estivale et termine septième la semaine suivante au Grand Prix moto d'Autriche lors d'une nouvelle course flag to flag. Il assomme ensuite le championnat au Grand Prix moto de Grande-Bretagne à Silverstone avec une nouvelle victoire, la cinquième de sa saison, et compte 67 points d'avance sur le deuxième du championnat Francesco Bagnaia. Ce dernier remporte les deux grands prix suivant en Aragon et à Misano tandis que Quartararo termine respectivement les deux courses aux huitième et deuxième place. Il mène le championnat du monde avec près de 50 points d'avance sur Francesco Bagnaia en comptant 10 podiums dont 5 victoires.
Au Grand Prix d'Émilie-Romagne, le Français bénéficie de 52 points d'avance sur son concurrent au titre et il reste encore trois manches pour déterminer le vainqueur de cette saison. Malgré une qualification en demi-teinte sur ce circuit, et à la suite de la chute de Francesco Bagnaia, alors en tête à quatre tours du drapeau à damier, Fabio Quartararo devient le 24 octobre 2021, le premier Français de l'histoire à être titré champion du monde de MotoGP.

### 2022: vice-champion du monde
Pour la deuxième saison de son contrat avec Yamaha, le pilote français fraîchement sacré champion du monde connaît un début de saison mitigé avec une neuvième place au Qatar, où il avait pourtant triomphé l'année passée. En Indonésie, il se heurte à un nouveau problème : la pluie, conditions où il n'est apparemment pas très à l'aise. Il parvient contre toute attente à s'offrir la pole position ainsi que la deuxième place en course.
Les étapes européennes du championnat lui sont plus favorables : sur les 6 premières courses, il termine 5 fois sur le podium (et une 4e place) dont 3 victoires. C'est au Portugal, sur le tracé d'Algarve que Fabio Quartararo parviendra à s'imposer pour la première fois de la saison 2022 avec 6 secondes d'avance sur son compatriote Johann Zarco, deuxième, pour s'offrir un nouveau doublé français depuis le Grand Prix de Doha 2021. À mi-saison, il mène le championnat du monde avec 21 points d'avance sur Aleix Espargaró.
Il subit une fracture d'une phalange du majeur de la main gauche lors des essais du Grand Prix de Malaisie.

### 2023: perte de compétitivité chez Yamaha
Fabio Quartararo voit son intersaison perturbée par une fracture à la main gauche. Pour le grand prix inaugural au Portugal, il termine huitième. La manche suivante, en Argentine, il termine neuvième de la course sprint devant Jack Miller et le lendemain, il franchit la ligne à la septième position. Toujours sur le continent américain, le français s'élance le la troisième ligne du grand prix des Amériques. Il profite lors de la course des abandons de  Francesco Bagnaia,  Álex Márquez et de Aleix Espargaró pour monter sur la troisième place du podium. 
De retour sur le continent européen, il termine dixième du Grand Prix d'Espagne. La semaine suivante, il franchit la ligne à la septième place de son grand prix national tandis que son compatriote termine sur le podium. Le week-end suivant, en Italie, il termine onzième à deux dixième derrière son coéquipier. En Allemagne, sur le Sachsenring, il termine à la treizième position, juste derrière son coéquipier. En Autriche, il termine à la huitième position, devant la Aprilia d'Espargaró. De retour en Espagne, il se qualifie en dix-septième position. Le dimanche, il termine dans le top dix avec une neuvième position derrière Álex Márquez . Lors du Grand Prix de Saint Marin, il termine treizième .
Après les Grand Prix européens, il part pour la tournée asiatique et commence très fort avec une bataille pour la deuxième place avec Jorge Martín dans le dernier tour; il finit troisième du Grand Prix d'Inde. Sur le circuit de Twin Ring Motegi, au Japon, il se qualifie en quatorzième position et termine à la dixième place. Lors du Grand Prix d'Indonésie, il finit à nouveau troisième. En Thaïlande, il franchit la ligne à la sixième position mais profite d'une pénalité pour remonter au cinquième rang. Le Grand Prix suivant, en Malaisie, le français se qualifie en huitième position. Le lendemain,  après plusieurs dépassement, il termine de nouveau cinquième.
Il finit alors 10e au classement final de la saison 2023 avec 172 points. 

### 2024: première saison sans podium
Le 23 janvier, Fabio ainsi que la footballeuse Laure Boulleau, se sont rendus au palais de l'Élysée à Paris pour recevoir le titre de "chevalier de la Légion d'honneur". Le président, Emmanuel Macron a alors prononcé un discours où il a raconté la finalité du grand prix d'Emilie-Romagne à Misano en Italie le 24 octobre 2021, là où Fabio Quartararo est devenu le premier Champion du Monde français en catégorie dite "Reine" des MotoGP.
Pour le grand prix inaugural, il termine douzième de la course sprint à mois de trente millièmes derrière Marco Bezzecchi. Le lendemain il termine à la onzième place devant son compatriote. De retour sur le continent européen, il se qualifie neuvième du grand prix du Portugal. Place qu'il conservera lors de la course sprint. Le dimanche, le français termine septième lui permettant de passer onzième au classement général. En avril, Yamaha Motor Racing annonce la prolongation du contrat de Quartararo jusqu'en fin d'année 2026. Après avoir fini hors des points durant la course sprint, il termine douzième de la course principale du Grand Prix des Amériques. Le week-end suivant en Espagne, il termine cinquième avec presque une minute d'avance sur son coéquipier. 
Pour son grand prix national, le français se qualifie douzième derrière Pedro Acosta. Il termine à la porte des points de la course sprint derrière Raul Fernandez. Le lendemain il termine non classé après avoir effectué seize tours tout comme Jack Miller et Miguel Olivera. De retour en Espagne pour le Grand Prix de Catalogne, il termine de nouveaux la course sprint à la porte des points derrière Marco Bezzecchi. Il franchit la ligne d'arrivée de la course principale en neuvième position derrière le sud-africain Brad Binder.Sur le Circuit du Mugello en Italie, le français termine cinquième de la Q1. Après une lute en quinzième position avec  Miguel Olivera dès le début de la course, ils sont tout les deux contraint à abandonner après un accrochage au deuxième tour de la course sprint. Le lendemain il termine devant son compatriote Johann Zarco et derrière les deux KTM.
Après un mois de pause, il termine septième de la course sprint du Grand Prix des Pays-Bas. Il termine cependant douzième de la course principale à cinquante millièmes de Jack Miller. En Allemagne, il finit en treizième position de la course sprint. Le lendemain il termine onzième en profitant notamment de l'abandons en toute fin de course de Jorge Martin. Il termine de nouveaux à cette place le mois suivant, pour la reprise sur le circuit de Silverstone lors du Grand Prix de Grande-Bretagne. Place qu'il conservera aussi lors de la course principale. En Autriche, il fait un week-end sans point avec une douzième place en course sprint et une dix-huitième position en course principale,. En Aragon, Quartararo termine huitième de la course sprint entre les Ducati de Enea Bastianini et celle de Francesco Bagnaia. Le lendemain il est contraint d'abandonner après cinq tours lors de la première victoire de Marc Marquez depuis 2021.
La semaine suivante, il se qualifie à la dixième position derrière Marc Marquez. Il termine neuvième de la course sprint de Saint-Marin devant Álex Márquez. Le dimanche il termine septième de la course juste derrière Álex Márquez.

### 2025
Pour la saison 2025, il reste au coté du pilote espagnol Alex Rins et ce, au moins jusqu'à fin 2026. Pour les essais de pré-saison, il réalise pour la première fois depuis  trois ans le meilleur temps des essais. Pour le premier Grand Prix de la saison, il se qualifie en dixième position. Il score ses premiers point lors de la course sprint, avec une septième position. Le lendemain, il ne parvient à concrétiser cette bonne position, après avoir perdu sept position dans le premier tour, terminant la course à la quinzième position. 
Après une solide 7e position lors du Grand Prix du Qatar, le MotoGP fait son retour en Europe au Circuit de Jerez - Angel Nieto en Espagne. Fabio Quartararo déjoue les pronostics en se classant premier lors des qualifications, s'offrant ainsi sa première pole position depuis 1 134 jours. Lors du sprint du samedi, Fabio Quatararo est leader pendant deux tours, avant de chuter lors d'un dépassement de Marc Marquez. Lors des interviews à l'issue du sprint, Quartararo déclare : « Je n'ai été devant qu'un tour, ... ça n'a duré que deux minutes, mais dans ma tête c'était comme des années. ». Le lendemain, lors de la course du dimanche, il part de la pole position et termine la course en seconde position, derrière Alex Marquez et devant Francesco Bagnaia. Il marque ainsi 20 points, ce qui le place à la sixième place du championnat du monde. Lors du sprint du Grand Prix de France, il part en pole position mais termine quatrième.

## Résultats en championnat

### Résultats
- 2007 : 2e du championnat Espagne 50 cm3
- 2008 : Champion d'Espagne 50 cm3
- 2009 : Champion d'Espagne 70 cm3
- 2010 : 3e du championnat Espagne 80 cm3
- 2011 : Champion d'Espagne 80 cm3
- 2012 : Champion d'Espagne 125 cm3 pré Moto3
- 2013 : Champion d'Espagne de vitesse Moto3
- 2014 : Champion d'Espagne de vitesse Moto3
- 2015 : 10e du Championnat du monde de vitesse Moto3
- 2016 : 13e du Championnat du monde de vitesse Moto3
- 2017 : 13e du Championnat du monde de vitesse Moto2
- 2018 : 10e du Championnat du monde de vitesse Moto2
- 2019 : 5e du Championnat du monde de vitesse MotoGP
- 2020 : 8e du Championnat du monde de vitesse MotoGP
- 2021 : Champion du monde de vitesse MotoGP
- 2022 : 2e du Championnat du monde de vitesse MotoGP
- 2023 : 10e du Championnat du monde de vitesse MotoGP
- 2024 : 13e du Championnat du monde de vitesse MotoGP
- 2025 :

### En Championnat du monde FIM CEV Moto3 Junior

#### Par saison
| Année | Catégorie | Équipe                           | Moto  | Courses | Victoires | Podiums | Poles | MT | Points | Classement |
| ----- | --------- | -------------------------------- | ----- | ------- | --------- | ------- | ----- | -- | ------ | ---------- |
| 2013  | Moto3 CEV | Wild Wolf Racing                 | Honda | 9       | 3         | 4       | 4     | 2  | 115    | 1er        |
| 2014  | Moto3 CEV | Junior Team Estrella Galicia 0.0 | Honda | 11      | 9         | 11      | 8     | 7  | 265    | 1er        |
| Total |           |                                  |       | 20      | 12        | 15      | 12    | 9  | 380    | 2 titres   |

#### Par course
(Les courses en gras indiquent une pole position ; les courses en italique indiquent un meilleur tour en course.)
| Saison | Catégorie | Moto  | 1     | 2     | 3      | 4      | 5       | 6      | 7     | 8     | 9     | 10    | 11    | Position | Points |
| ------ | --------- | ----- | ----- | ----- | ------ | ------ | ------- | ------ | ----- | ----- | ----- | ----- | ----- | -------- | ------ |
| 2013   | Moto3 CEV | Honda | CAT 2 | CAT 6 | ARA 12 | ALB Ex | ALB Ab. | NAV 10 | VAL 1 | VAL 1 | JER 1 |       |       | 1er      | 115    |
| 2014   | Moto3 CEV | Honda | JER 1 | JER 2 | LMS 1  | ARA 1  | CAT 1   | CAT 1  | ALB 2 | NAV 1 | ALG 1 | VAL 1 | VAL 1 | 1er      | 265    |

### En championnat du monde de vitesse moto

#### Par saison
(Mise à jour après le Grand Prix de Jerez 2025.)
| Année | Cat.   | Équipe                      | Moto     | Courses | Victoires | Podiums | Poles | MTC | Points | Position |
| ----- | ------ | --------------------------- | -------- | ------- | --------- | ------- | ----- | --- | ------ | -------- |
| 2015  | Moto3  | Estrella Galicia 0,0        | Honda    | 13      | 0         | 2       | 2     | 0   | 92     | 10e      |
| 2016  | Moto3  | Team Leopard Racing         | KTM      | 18      | 0         | 0       | 0     | 0   | 83     | 13e      |
| 2017  | Moto2  | Pons HP40                   | Kalex    | 18      | 0         | 0       | 0     | 0   | 64     | 13e      |
| 2018  | Moto2  | Speed Up Racing             | Speed Up | 18      | 1         | 2       | 1     | 1   | 138    | 10e      |
| 2019  | MotoGP | Petronas Yamaha SRT         | Yamaha   | 19      | 0         | 7       | 6     | 2   | 192    | 5e       |
| 2020  | MotoGP | Petronas Yamaha SRT         | Yamaha   | 14      | 3         | 3       | 4     | 2   | 127    | 8e       |
| 2021  | MotoGP | Yamaha Motor Racing         | Yamaha   | 18      | 5         | 10      | 5     | 5   | 278    | 1er      |
| 2022  | MotoGP | Yamaha Motor Racing         | Yamaha   | 20      | 3         | 8       | 1     | 4   | 248    | 2e       |
| 2023  | MotoGP | Yamaha Motor Racing         | Yamaha   | 20      | 0         | 3       | 0     | 0   | 172    | 10e      |
| 2024  | MotoGP | Yamaha Motor Racing         | Yamaha   | 20      | 0         | 0       | 0     | 0   | 113    | 13e      |
| 2025  | MotoGP | Monster Yamaha Motor Racing | Yamaha   | 5       | 0         | 1       | 2     | 0   | 50     | 6e       |
| Total |        |                             |          | 183     | 12        | 36      | 20    | 14  | 1557   |          |

#### Par catégorie
(Mise à jour après le Grand Prix moto solidaire de Barcelone 2024.)
| Catégorie | Année     | 1er GP   | 1er Podium | 1re Victoire | Courses | Victoires | Podiums | Poles | MT | Points | Titres |
| --------- | --------- | -------- | ---------- | ------------ | ------- | --------- | ------- | ----- | -- | ------ | ------ |
| Moto3     | 2015-2016 | QAT 2015 | USA 2015   | -            | 31      | 0         | 2       | 2     | 0  | 175    | 0      |
| Moto2     | 2017-2018 | QAT 2017 | CAT 2018   | CAT 2018     | 36      | 1         | 2       | 1     | 1  | 202    | 0      |
| MotoGP    | 2019-2025 | QAT 2019 | CAT 2019   | ESP 2020     | 116     | 11        | 32      | 17    | 13 | 1557   | 1      |
| Total     | -         |          |            |              | 183     | 12        | 36      | 20    | 14 | 1934   | 1      |

#### Par course
| Sais | Cat    | Moto           | 1       | 2       | 3       | 4       | 5       | 6       | 7       | 8        | 9       | 10     | 11      | 12       | 13      | 14      | 15      | 16      | 17      | 18      | 19     | 20     | 21  | 22  | Clas | Pts |
| ---- | ------ | -------------- | ------- | ------- | ------- | ------- | ------- | ------- | ------- | -------- | ------- | ------ | ------- | -------- | ------- | ------- | ------- | ------- | ------- | ------- | ------ | ------ | --- | --- | ---- | --- |
| 2015 | Moto3  | Honda NSF250RW | QAT 7   | AME 2   | ARG 6   | SPA 4   | FRA Ab. | ITA Ab. | CAT 14  | P-B 2    | ALL Ab. | IND 11 | CZE Ab. | GBR 4    | RSM INJ | ARA INJ | JPN INJ | AUS INJ | MAL INJ | VAL Ab. |        |        |     |     | 10e  | 92  |
| 2016 | Moto3  | KTM            | QAT 13  | ARG 13  | AME 13  | SPA Ab. | FRA 6   | ITA 5   | CAT 7   | P-B Ab.  | ALL 23  | AUT 4  | CZE 21  | GBR Ab.  | RSM 18  | ARA 12  | JPN 8   | AUS 12  | MAL 4   | VAL 14  |        |        |     |     | 13e  | 83  |
| 2017 | Moto2  | Kalex          | QAT 7   | ARG Ab. | AME 12  | SPA 16  | FRA 18  | ITA 18  | CAT 7   | P-B 9    | ALL 13  | CZE 20 | AUT Ab. | GBR 16   | RSM 6   | ARA 11  | JPN 19  | AUS Ab. | MAL 7   | VAL 8   |        |        |     |     | 13e  | 64  |
| 2018 | Moto2  | Speed Up       | QAT 20  | ARG 22  | AME 15  | SPA 10  | FRA 8   | ITA 11  | CAT 1   | P-B 2    | ALL 9   | CZE 11 | AUT 9   | GBR C    | RSM 7   | ARA 9   | THA 5   | JPN DSQ | AUS 10  | MAL 5   | VAL 6  |        |     |     | 10e  | 138 |
| 2019 | MotoGP | Yamaha         | QAT 16  | ARG 8   | AME 7   | SPA Ab. | FRA 8   | ITA 10  | CAT 2   | P-B 3    | ALL Ab. | CZE 7  | AUT 3   | GBR Ab.  | RSM 2   | ARA 5   | THA 2   | JPN 2   | AUS Ab. | MAL 7   | VAL 2  |        |     |     | 5e   | 192 |
| 2020 | MotoGP | Yamaha         | QAT C   | SPA 1   | AND 1   | CZE 7   | AUT 8   | STY 13  | RSM Ab. | EMR 4    | CAT 1   | FRA 9  | ARA 18  | TER 8    | EUR 14  | VAL Ab. | POR 14  |         |         |         |        |        |     |     | 8e   | 127 |
| 2021 | MotoGP | Yamaha         | QAT 5   | DOA 1   | POR 1   | SPA 13  | FRA 3   | ITA 1   | CAT 6   | ALL 3    | P-B 1   | STY 3  | AUT 7   | GBR 1    | ARA 8   | RSM 2   | AME 2   | EMR 4   | ALG Ab. | VAL 5   |        |        |     |     | 1er  | 278 |
| 2022 | MotoGP | Yamaha         | QAT 9   | IND 2   | ARG 8   | AME 7   | POR 1   | SPA 2   | FRA 4   | ITA 2    | CAT 1   | ALL 1  | NED Ab. | GBR 8    | AUT 2   | RSM 5   | ARA Ab. | JPN 8   | THA 17  | AUS Ab. | MAL 3  | VAL 4  |     |     | 2e   | 248 |
| 2023 | MotoGP | Yamaha         | POR 8   | ARG 79  | AME 3   | ESP 10  | FRA 7   | ITA 11  | ALL 13  | P-B Ab.3 | GBR 15  | AUT 8  | CAT 7   | RSM 13   | IND 36  | JPN 10  | IDN 35  | AUS 14  | THA 5   | MAL 5   | QAT 78 | VAL 11 |     |     | 10e  | 172 |
| 2024 | MotoGP | Yamaha         | QAT 11  | POR 79  | AME 12  | ESP 155 | FRA Ab. | CAT 9   | ITA 18  | P-B 127  | ALL 9   | GBR 11 | AUT 18  | ARA Ret8 | RSM 79  | EMI 7   | INA 7   | JPN 12  | AUS 9   | THA 16  | MAL 65 | SOL 11 |     |     | 13e  | 113 |
| 2025 | MotoGP | Yamaha         | THA 157 | ARG 14  | AME 106 | QAT 75  | ESP 2   | FRA Ab. | GBR Ab. | ARA Ab.  | ITA     | NED    | ALL     | TCH 6    | AUT     | HON     | CAT     | RSM     | JPN     | IND     | AUS    | MAL    | POR | VAL | 10e* | 59* |

*Saison en cours

#### Par Grand Prix
(Mise à jour après le Grand Prix moto de la Communauté valencienne 2022.)
| Grands Prix       | Circuits              | Participations | Poles | MT | Podiums | Victoires | Année de la victoire | Abandons | Points inscrits |
| ----------------- | --------------------- | -------------- | ----- | -- | ------- | --------- | -------------------- | -------- | --------------- |
| Qatar             | Losail                | 9              | 0     | 1  | 1       | 1         | 2021                 | 0        | 69              |
| Portugal          | Circuit de Portimão   | 4              | 1     | 1  | 2       | 2         | 2021,2022            | 1        | 52              |
| Argentine         | Autódromo Termas DRH  | 6              | 0     | 0  | 0       | 0         | -                    | 1        | 29              |
| Austin            | Circuit des Amériques | 7              | 0     | 0  | 2       | 0         | -                    | 0        | 66              |
| Espagne           | Jerez                 | 8              | 4     | 1  | 3       | 1         | 2020                 | 2        | 87              |
| France            | Le Mans               | 8              | 3     | 2  | 1       | 0         | -                    | 1        | 62              |
| Italie            | Mugello               | 7              | 1     | 0  | 2       | 1         | 2021                 | 1        | 67              |
| Catalogne         | Barcelone             | 8              | 3     | 3  | 4       | 3         | 2018,2020,2022       | 0        | 125             |
| Pays-Bas          | TT Circuit Assen      | 7              | 1     | 1  | 4       | 1         | 2021                 | 2        | 88              |
| Allemagne         | Sachsenring           | 7              | 0     | 1  | 2       | 1         | 2022                 | 2        | 51              |
| Tchéquie          | Brno                  | 6              | 0     | 0  | 0       | 0         | -                    | 1        | 23              |
| Autriche          | Red Bull Ring         | 7              | 0     | 1  | 2       | 0         | -                    | 1        | 73              |
| Grande-Bretagne   | Silverstone           | 6              | 0     | 1  | 1       | 1         | 2021                 | 2        | 46              |
| Saint-Marin       | Misano                | 9              | 0     | 0  | 2       | 0         | -                    | 1        | 96              |
| Aragon            | Motorland Aragon      | 8              | 1     | 0  | 0       | 0         | -                    | 1        | 43              |
| Thaïlande         | Buriram               | 3              | 1     | 0  | 1       | 0         | -                    | 0        | 31              |
| Japon             | Motegi                | 5              | 0     | 0  | 1       | 0         | -                    | 0        | 36              |
| Australie         | Phillip Island        | 5              | 0     | 0  | 0       | 0         | -                    | 3        | 10              |
| Malaisie          | Sepang                | 5              | 1     | 0  | 1       | 0         | -                    | 0        | 58              |
| Comm. valencienne | Valence               | 8              | 1     | 0  | 1       | 0         | -                    | 2        | 64              |
| Andalousie        | Jerez                 | 1              | 1     | 1  | 1       | 1         | 2020                 | 0        | 25              |
| Indianapolis      | Indi. Motor Speedway  | 1              | 0     | 0  | 0       | 0         | -                    | 0        | 5               |
| Styrie            | Red Bull Ring         | 2              | 0     | 0  | 1       | 0         | -                    | 0        | 19              |
| Europe            | Valence               | 1              | 0     | 0  | 0       | 0         | -                    | 0        | 2               |
| Indonésie         | Mandalika             | 1              | 1     | 1  | 1       | 0         | -                    | 0        | 20              |
|                   | Total                 | 138            | 19    | 14 | 32      | 12        | -                    | 21       | 1222            |

## Palmarès
(Mise à jour après le 18 novembre 2024.)
- 10 saisons (2 en Moto3 / 2 en Moto2 / 6 en MotoGP)
- 178 départs (31 en Moto3 / 36 en Moto2 / 111 en MotoGP)
- 48 départs de la première ligne (2 en Moto3 / 5 en Moto2 / 41 en MotoGP)
- 12 victoires (0 en Moto3 / 1 en Moto2 / 11 en MotoGP)
- 14 deuxièmes places (2 en Moto3 / 1 en Moto2 / 11 en MotoGP)
- 19 pole positions (2 en Moto3 / 1 en Moto2 / 16 en MotoGP)
- 12 victoires depuis la pole position (0 en Moto3 / 1 en Moto2 / 11 en MotoGP)
- 35 podiums (2 en Moto3 / 2 en Moto2 / 31 en MotoGP)
- 14 meilleurs tours en course (0 en Moto3  / 1 en Moto2 / 13 en MotoGP)
- 2 hat-tricks (victoire + pole + meilleur tour)
- 102 arrivées dans les points (20 en Moto3 / 24 en Moto2 / 58 en MotoGP)
- 1 507 points gagnés en championnat du monde (175 en Moto3  / 202 en Moto2 / 1130 en MotoGP)
- Plus jeune pilote à obtenir une pole position en MotoGP (4 mai 2019, 20 ans et 14 jours, séances de qualif. du Grand Prix moto d'Espagne 2019)[14]

### Victoire en Moto2
| Année | Lieu du Grand Prix           | Circuit              | Ville     |
| ----- | ---------------------------- | -------------------- | --------- |
| 2018  | Grand Prix moto de Catalogne | Circuit de Catalogne | Barcelone |

### Victoires en MotoGP
| Année | Lieu du Grand Prix                 | Circuit                         | Ville                |
| ----- | ---------------------------------- | ------------------------------- | -------------------- |
| 2020  | Grand Prix moto d'Espagne          | Circuit de Jerez                | Jerez de la Frontera |
| 2020  | Grand Prix moto d'Andalousie       | Circuit de Jerez                | Jerez de la Frontera |
| 2020  | Grand Prix moto de Catalogne       | Circuit de Catalogne            | Barcelone            |
| 2021  | Grand Prix moto de Doha            | Circuit international de Losail | Doha                 |
| 2021  | Grand Prix moto du Portugal        | Circuit de Portimão             | Portimão             |
| 2021  | Grand Prix moto d'Italie           | Circuit de Mugello              | Florence             |
| 2021  | Grand Prix moto des Pays-Bas       | TT Circuit Assen                | Assen                |
| 2021  | Grand Prix moto de Grande-Bretagne | Circuit de Silverstone          | Silverstone          |
| 2022  | Grand Prix moto du Portugal        | Circuit de Portimão             | Portimão             |
| 2022  | Grand Prix moto de Catalogne       | Circuit de Catalogne            | Barcelone            |
| 2022  | Grand Prix moto d'Allemagne        | Circuit de Sachsenring          | Hohenstein-Ernstthal |

## Décoration
- Chevalier de la Légion d'honneur (2024)[86],[51]